# Igor Taševski
Igor Taševski (Belgrado, Yugoslavia, 27 de julio de 1972) es un exfutbolista y entrenador de fútbol serbio. Jugaba como defensa y militó en equipos como el Partizán de Belgrado, el Villarreal C. F., el Elche C. F. o el Real Sporting de Gijón. Actualmente, desempeña el cargo de segundo entrenador del Villarreal C. F. "B" de la Segunda División de España.

## Trayectoria

### Como jugador
Comenzó su carrera profesional en 1990 en el FK Rad Belgrado. En 1994, fichó por el Partizán de Belgrado, con quien conquistó dos Ligas en las temporadas 1995-96 y 1996-97, además de una Copa en la campaña 1997-98. En la temporada 1998-99 fue traspasado al Villarreal C. F., equipo que debutaba entonces en Primera División. Aunque no consiguieron salvar la categoría ese año, lograron un nuevo ascenso en la campaña 1999-2000 tras finalizar la competición en el tercer lugar.
Después de gozar de pocas oportunidades en el regreso a Primera del club castellonense, fue cedido al Elche C. F. para la temporada 2001-02. Una vez terminado el periodo de préstamo, y tras desvincularse del Villarreal, fichó por el Real Sporting de Gijón en 2002. En la campaña 2003-04 regresó al Elche, donde militó durante dos temporadas hasta 2005. Finalmente, puso fin a su carrera deportiva en 2006 en el FK Voždovac Belgrado.

### Como entrenador
Tras colgar las botas como jugador se formaría como entrenador en la cantera del Villarreal Club de Fútbol. Desde 2011 a 2014 sería segundo entrenador del Villarreal Club de Fútbol "B" y volvería a repetir el mismo cargo desde 2017 a 2021, trabajando en los cuerpos técnicos de Lluís Planagumà, Julio Velázquez, José Francisco Molina y Miguel Álvarez Jurado.
En febrero de 2021, se hace cargo del Villarreal C. F. "C" de la Tercera División de España, hasta el final de la temporada.
En la temporada 2022-23, regresa como segundo entrenador de Miguel Álvarez Jurado en el Villarreal C. F. "B" de la Segunda División de España.

## Clubes

### Como jugador
| Club                   | País       | Año       |
| ---------------------- | ---------- | --------- |
| FK Rad Belgrado        | Yugoslavia | 1990-1994 |
| Partizán de Belgrado   | Yugoslavia | 1994-1998 |
| Villarreal C. F.       | España     | 1998-2001 |
| Elche C. F.            | España     | 2001-2002 |
| Real Sporting de Gijón | España     | 2002-2003 |
| Elche C. F.            | España     | 2003-2005 |
| FK Voždovac Belgrado   | Serbia     | 2005-2006 |

### Como entrenador
| Club                                          | País   | Año       |
| --------------------------------------------- | ------ | --------- |
| Villarreal Club de Fútbol "B" (2º entrenador) | España | 2011-2014 |
| Villarreal Club de Fútbol "B" (2º entrenador) | España | 2017-2021 |
| Villarreal Club de Fútbol "C"                 | España | 2021      |
| Villarreal Club de Fútbol "C" Juvenil "A"     | España | 2021-2022 |
| Villarreal Club de Fútbol "B" (2º entrenador) | España | 2022-     |

## Palmarés

### Campeonatos nacionales
| Título             | Club                 | País       | Año  |
| ------------------ | -------------------- | ---------- | ---- |
| Liga yugoslava     | Partizán de Belgrado | Yugoslavia | 1996 |
| Liga yugoslava     | Partizán de Belgrado | Yugoslavia | 1997 |
| Copa de Yugoslavia | Partizán de Belgrado | Yugoslavia | 1998 |